# Jacqueline Blanc (pongiste)
Pour les articles homonymes, voir Jacqueline Blanc et Blanc (homonymie).
Jacqueline Blanc, née le 4 juillet 1950 à Villaz-Saint-Pierre, est une pongiste suisse handisport.

## Biographie
Jacqueline Blanc devient paraplégique en juillet 1968, à la suite d'un accident vasculaire qui a provoqué une lésion de la moelle épinière. Elle travaille de 1971 à 2007 au secrétariat de la direction des soins infirmiers des Hôpitaux universitaires de Genève. 
Elle pratique le sport en fauteuil roulant depuis 1972 dans le cadre de Handisport Genève, et elle est également membre du Club en fauteuil roulant La Côte. Indépendamment de ces activités dans le cadre du Handisport, elle fait partie du club de tennis de table de Carouge et elle participe pendant de nombreuses années au championnat genevois des valides jusqu’en 2010. Dans les années 1980, elle est membre pendant quelques saisons d'une équipe féminine de LNB. 
Pour des raisons d'accessibilité[réf. nécessaire], elle commence le Tennis de Table au CTT Onex, qui l'a accueillie de nouveau dès avril 2000 pour faciliter son entraînement et sa préparation en vue des jeux paralympiques de Sydney. Depuis lors, le CTT Carouge est rendu accessible par l'installation d'un ascenseur d'escaliers puis d’un véritable ascenseur à l'école des Promenades.
Jacqueline Blanc occupe les fonctions suivantes :
- Membre de Handisport Genève depuis 1971 et membre du comité de 1979 à 2011 ;
- Membre du comité de la Fondation Handisport Genève depuis sa création en 1995 ;
- Membre de l’Association Suisse des Paraplégiques depuis sa création en 1980 ;
- Membre de la Commission technique de tennis de table du sport en fauteuil roulant depuis sa création et présidente de cette commission de 2001 à 2012 ;
- Membre du Conseil de la Fondation suisse pour paraplégiques depuis 2010 ; à ce titre membre du Conseil d’administration de SIRMED (Institut suisse de médecine d’urgence).

## Carrière sportive
Jacqueline Blanc est sélectionnée sept fois pour représenter la Suisse aux jeux paralympiques. Au début, elle dispute des épreuves d'athlétisme et par la suite elle se consacre au tennis de table. Jacqueline Blanc prend part aux Jeux de Toronto (Canada) en 1976, d'Arnhem (Pays-Bas) en 1980, de Stoke Mandeville (Angleterre) en 1984, de Séoul (Corée) en 1988, de Barcelone (Espagne) en 1992, d'Atlanta (États-Unis) en 1996 et de Sydney (Australie) en 2000.

## Palmarès

### Jeux paralympiques
- 1976 - Toronto
  -  Médaille de bronze, Javelot de précision
- 1984 - Stoke Mandeville et New York
  -  Championne, Tennis de Table par équipe

### Championnats du monde
- 1982 - Stoke Mandeville, Angleterre
  -  Championne, Tennis de Table par équipe
- 1990 - Assen, Pays-Bas
  -  Médaille de bronze, Tennis de Table par équipe
- 1998 - Paris, France
  -  Médaille de bronze, Tennis de Table (individuelle)

### Championnats d'Europe
- 1991 - Salou, Espagne
  -  Médaille de bronze, Tennis de Table par équipe
- 1995 - Hillerod, Danemark
  -  Médaille d'argent, Tennis de Table par équipe

### Championnats de Suisse
- 1986
  -  Championne, individuelle
  -  Championne, double dames
- 1991
  -  Championne, double mixte
- 1992
  -  Championne, individuelle
- 1993
  -  Championne, individuelle
  -  Championne, double dames
- 1995
  -  Championne, individuelle
- 1999
  -  Championne, double mixte
- 2000
  -  Championne, double mixte
- 2001
  -  Championne, individuelle
  -  Championne, double mixte
- 2004
  -  Championne, individuelle
- 2005
  -  Championne, double mixte
  -  Championne, par équipe
- 2006
  -  Championne, double hommes/dames
- 2007
  -  Championne, double mixte
- 2008
  -  Championne, individuelle
- 2011
  -  Championne, individuelle
- 2013
  -  Championne, individuelle
- 2016
  -  Championne, individuelle